# Parque Mediterráneo

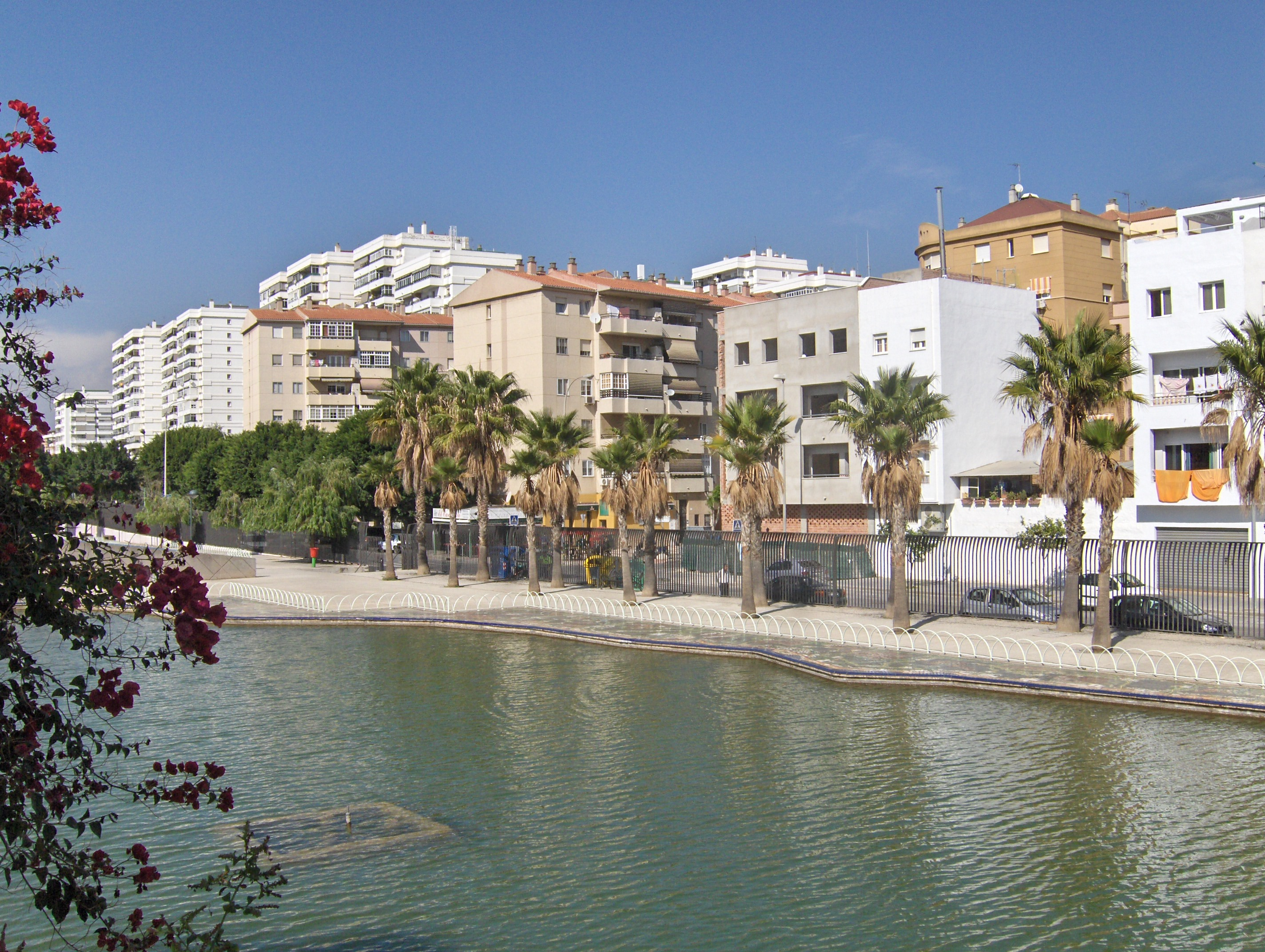
Vista del barrio desde el parque del Oeste.

Parque Mediterráneo es un barrio perteneciente al distrito Carretera de Cádiz de la ciudad andaluza de Málaga, España. Según la delimitación oficial del ayuntamiento, limita al noroeste con los barrios de La Paz, Sixto, Cortijo Vallejo y Haza Honda; al nordeste, con el barrio de Las Delicias; al este, con los barrios de Ave María, San Andrés y Santa Isabel; y al sur, con Santa Paula. su código postal es 29004 y la fase 1 del Parque Mediterráneo es 29003 muchas de estas viviendas fueron entregadas al personal de Renfe aunque también llegaron muchos malagueños procedentes de la unión ,trinidad,San Andrés. 
El grueso de las edificaciones del barrio corresponden a una urbanización de bloques de viviendas en altura, construida en las años 1970.

## Historia
El lugar donde se asienta el Parque Mediterráneo fue terreno rural de las afueras de Málaga. En los 1960, las zonas del barrio se usaban como cines de verano. En los años 1970, con el avance urbanístico de la Carretera de Cádiz, se construye la urbanización homónima, consistente en grandes bloques de viviendas en altura de color blanco. El barrio al contrario que muchas otras urbanizaciones y barriadas del distrito, fue construida con una notable mayor planificación urbanística, con amplias plazas, jardines y zonas comunes. 
A finales de los años 1980, se construye en los límites administrativos del barrio el parque del Oeste, que funciona como el gran pulmón verde de la Carretera Cádiz y que ha sufrido diversas ampliaciones a lo largo de su historia hasta triplicar sus zonas verdes.

## Ubicación geográfica
| Noroeste: Sixto y Cortijo Vallejo | Norte: Haza Honda | Nordeste: Las Delicias                     |
| Oeste: La Paz                     |                   | Este: Ave María, San Andrés y Santa Isabel |
| Suroeste: La Paz y Santa Paula    | Sur: Santa Paula  | Sureste: San Carlos y Santa Isabel         |

## Educación

### Educación infantil y primaria
- CEIP "Paulo Freire"

### Educación secundaria
- IES "Emilio Prados"

## Sanidad
- Centro de Salud "Delicias"

## Transporte
En autobús queda conectado mediante las siguientes líneas de la EMT: 
Metro de Málaga:  Linea 2 Puerta Blanca y la Luz la Paz las estaciones más cercanas. 
| Línea | Trayecto                    | Recorrido | Frecuencia    |
| ----- | --------------------------- | --------- | ------------- |
| 15    | La Virreina - Santa Paula   | Recorrido | 11-12 minutos |
| 7     | Miraflores - Parque Litoral | Recorrido | 12-13 minutos |
| 3     | Palo -Puerta blanca         |           |               |

Conecta autobuses con líneas 15,7,3 EMT de Málaga.
Conecta líneas de autobuses desde la avenida moliere o Puerta blanca de Carretera de Cadiz en sentido málaga Centro 22,31,5,9,10,27.
Líneas M-110, M-113 sentido málaga Consorcio de Transportes de málaga.